# نووی کالکاش
نووی کالکاش (انگلیسی: Novy Kalkash) یک شهرک در شهرستان استرلیباشفسکی استان باشقیرستان کشور روسیه است.